# WASP-11 b/HAT-P-10 b
WASP-11b/HAT-P-10b è un pianeta extrasolare scoperto nell'aprile del 2008 grazie al progetto superWASP. Il pianeta orbita attorno alla stella WASP-11/HAT-P-10 a 408 anni luce di distanza dal Sole ed è un pianeta gioviano caldo. La massa del pianeta è poco meno della metà di quella di Giove. La sua atmosfera è composta in maniera significativa da ossidi di titanio e vanadio. La temperatura media del pianeta è molto alta, circa 1030 Kelvin in quanto si trova molto vicino alla propria stella (a 0,0439 UA).